# Luanzhou
Luanzhou (en chino, 滦州; pinyin, Luánzhōu) es un municipio  bajo la administración directa de la Prefectura Tangshan en la Provincia de Hebei, República Popular China.  Su área es de km² y su población total para 2010 superó los mil habitantes. 

## Administración
Desde julio de 2020, el  Municipio Luanzhou se divide en 14 pueblos que se administran en 4 subdistritos y 10  poblados.

## Toponimia
Luanzhou significa 'La Provincia de Luan', debe su nombre al río Luan que se encuentra dentro de su territorio. Durante la dinastía Liao, en el año 923, se fundó Luanzhou dividiendo a Pingzhou (平州). Su jurisdicción era equivalente a la de Luanzhou, Luannan, Leting y otros lugares de la provincia 
Hebei en la actualidad.
En el segundo año de la República de China, las prefecturas, condados y salas fueron abolidos en todo el país y transformados en condados, y el nombre fue cambiado a Condado Luan (滦县). En septiembre de 2018, con la aprobación del Consejo de Estado, se abolió el condado de Luan y se estableció el municipio Luanzhou bajo la jurisdicción de Tangshan.